# 楢葉ももな
楢葉 ももな（ならは ももな、1994年5月17日 - ）は、ファッションモデル・タレント。神奈川県出身。
所属事務所はLIBERA。

## 出演

### 映画
- PARALLEL
- silent mind

### 広告
- sfidaカタログモデル

### ショー・イベント
- sweet collection 2019
- sweet collection 2018

### テレビ
- タビフク＋VR（BS-TBS)
- オザワナイト（TBS)